# لارنس هینمن
لارنس هینمن (به انگلیسی: Lawrence M. Hinman) (متولد ۲۶ سپتامبر ۱۹۴۲) فیلسوف آمریکایی و استاد بازنشستهٔ دانشگاه سن دیگو است. پژوهش‌های او عمدتاً در حوزهٔ فلسفهٔ اخلاق است.
کتاب او تحت‌عنوان اخلاق: رویکردی کثرت‌گرایانه به نظریهٔ اخلاق به فارسی ترجمه شده‌است.

## آثار
- اخلاق: رویکردی کثرت‌گرایانه به نظریهٔ اخلاق، لارنس هینمن، گروه مترجمان، تهران: کرگدن، ۱۳۹۸

- Ethics: A Pluralistic Approach to Moral Theory. Fifth Edition. Belmont, CA: Wadsworth, 2013
- Contemporary Moral Issues: Diversity and Consensus .Fourth Edition. Upper Saddle River, NJ: Prentice-Hall, 2012